# 1917 års kyrkobibel
1917 års kyrkobibel, eller Gustaf V:s bibel, kallas den översättning av Bibeln till svenska som utgavs 1917, och stadfästes av kungen den 2 oktober samma år. 
Arbetet med denna översättning tog – med långa avbrott – 144 år från det att Gustav III 1773 tillsatte en bibelkommission med uppgift att göra en tidsenlig nyöversättning. Flera provöversättningar utgavs, som till exempel 1883 års normalupplaga. Översättningen av Gamla testamentet bygger på den masoretiska bibeltexten, medan Nya testamentets text bygger på den då modernaste tillgängliga textkritiska utgåvan av Nya testamentets grekiska text. Esaias Tegnér d.y. var en av de ledande männen i arbetet med den slutliga översättningen, särskilt GT, och han brukar anses ha påverkat dess arkaiserande stil. Paradoxalt nog har översättningen även en talspråklig karaktär. 
Språket i denna bibel blev snart omodernt, och 1963 tillsatte Kungl. Maj:t en ny bibelkommitté som utgav Nya Testamentet 1981. En fullständigt ny bibelöversättning utgavs 2000 av den bibelkommission som tillsattes 1972.
Även Stiftelsen Biblicums översättning Svenska Folkbibeln som utkom 1998 är i dag spridd, speciellt bland så kallade bibeltrogna lutheraner, frikyrkor och väckelserörelser. Dess gammaltestamentliga text är delvis en revidering av 1917 års kyrkobibel och delvis en nyöversättning, medan Nya testamentet är en självständig nyöversättning.

## Innehåll
| Gamla Testamentet   | Gamla Testamentet | Gamla Testamentet | Gamla Testamentet |
| ------------------- | ----------------- | ----------------- | ----------------- |
| Bok                 | Antal kap.        | Bok               | Antal kap.        |
| Första Moseboken    | 50                | Predikaren        | 12                |
| Andra Moseboken     | 40                | Höga Visan        | 8                 |
| Tredje Moseboken    | 27                | Jesaja            | 66                |
| Fjärde Moseboken    | 36                | Jeremia           | 52                |
| Femte Moseboken     | 34                | Klagovisorna      | 5                 |
| Josua (bok)         | 24                | Hesekiel          | 48                |
| Domarboken          | 21                | Daniel            | 12                |
| Rut                 | 4                 | Hosea             | 14                |
| Första Samuelsboken | 31                | Joel              | 3                 |
| Andra Samuelsboken  | 24                | Amos              | 9                 |
| Första Kungaboken   | 22                | Obadja            | 1                 |
| Andra Kungaboken    | 25                | Jona              | 4                 |
| Första Krönikeboken | 29                | Mika              | 7                 |
| Andra Krönikeboken  | 36                | Nahum             | 3                 |
| Esra                | 10                | Habackuk          | 3                 |
| Nehemja             | 13                | Sefanja           | 3                 |
| Ester               | 10                | Haggai            | 2                 |
| Job                 | 42                | Sakarja           | 14                |
| Psaltaren           | 150               | Malaki            | 4                 |
| Ordspråksboken      | 31                |                   |                   |

| Nya Testamentet                         | Nya Testamentet | Nya Testamentet                   | Nya Testamentet |
| --------------------------------------- | --------------- | --------------------------------- | --------------- |
| Bok                                     | Antal kap.      | Bok                               | Antal kap.      |
| Evangelium enligt Matteus               | 28              | Paulus' första brev till Timoteus | 6               |
| Evangelium enligt Markus                | 16              | Paulus' andra brev till Timoteus  | 4               |
| Evangelium enligt Lukas                 | 24              | Paulus' brev till Titus           | 3               |
| Evangelium enligt Johannes              | 21              | Paulus' brev till Filemon         | 1               |
| Apostlagärningarna                      | 28              | Brevet till Hebréerna             | 13              |
| Paulus' brev till romarna               | 16              | Petrus' första brev               | 5               |
| Paulus' första brev till korintierna    | 16              | Petrus' andra brev                | 3               |
| Paulus' andra brev till korintierna     | 13              | Johannes' första brev             | 5               |
| Paulus' brev till galaterna             | 6               | Johannes' andra brev              | 1               |
| Paulus' brev till efesierna             | 6               | Johannes' tredje brev             | 1               |
| Paulus' brev till filipperna            | 4               | Jakobs brev                       | 5               |
| Paulus' brev till kolosserna            | 4               | Judas' brev                       | 1               |
| Paulus' första brev till tessalonikerna | 5               | Johannes' uppenbarelse            | 22              |
| Paulus' andra brev till tessalonikerna  | 3               |                                   |                 |

### Fotnoter
1. ↑  ”150 år av kultur”. Dagens nyheter. 7 december 2014. http://www.dn.se/arkiv/kultur/150-ar-av-kultur/. Läst 5 maj 2016.